# Schloss Wellenburg

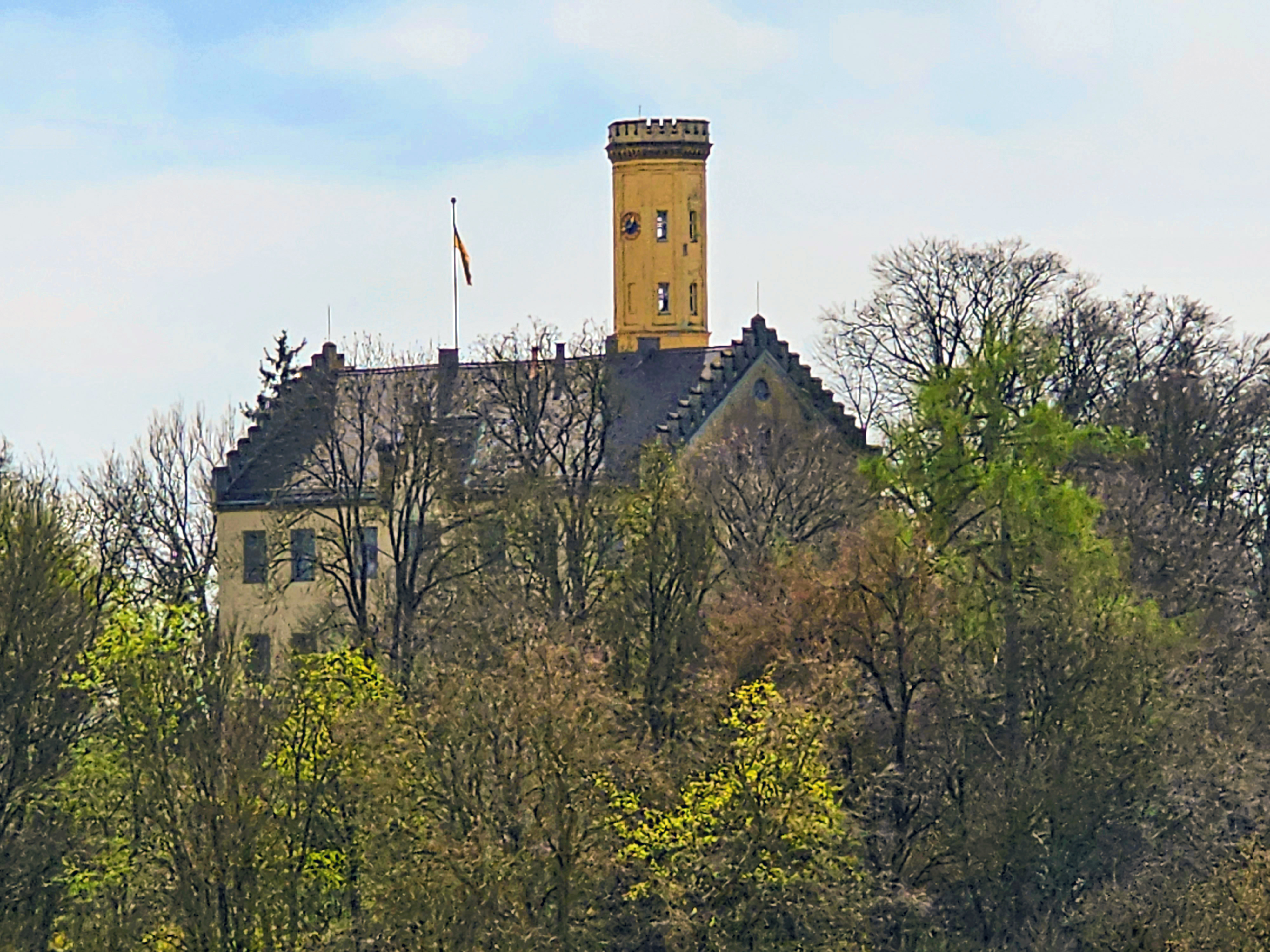
Blick auf das Schloss Wellenburg

Das Schloss Wellenburg, aufgrund der Eigentumsverhältnisse auch Fuggerschloss Wellenburg genannt, liegt auf einem bewaldeten Geländesporn hoch über dem Tal der Wertach in Augsburg-Bergheim. Die Anlage wurde erstmals im 12. Jahrhundert urkundlich erwähnt und erfuhr im Laufe ihrer Geschichte zahlreiche Umbauten und Erweiterungen. 1595 ging das Schloss in den Besitz der Familie Fugger über, die es bis heute bewohnt. Besonders prägend war der Umbau im neugotischen Stil in den Jahren 1857/1858. Das Schloss ist nicht öffentlich zugänglich und ist als bedeutendes Baudenkmal in die Bayerische Denkmalliste eingetragen.

## Geschichte

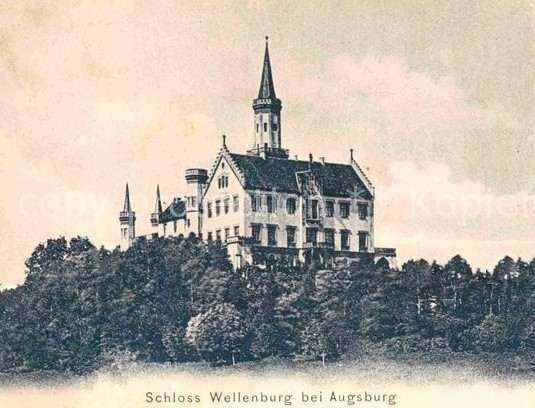
Schloss Wellenburg um 1890

Schon im 12. Jahrhundert wurde die Wellenburg erstmals urkundlich erwähnt.
In den folgenden Jahrhunderten kam es zu mehreren Besitzerwechseln, einer Teilung der Herrschaft sowie zur Zerstörung und zum Wiederaufbau der Burg. Erstmals wurde 1463 von einem Schloss gesprochen. Vermutlich war die Anlage damals im Besitz der bischöflichen Kämmerer von Wellenburg. St. Radegundis war dereinst Viehmagd auf dem Schloss.
1507 kam das mehrmals zerstörte und neuerrichtete Schloss über mehrere Augsburger Geschlechter – die der Portner, Herwarth, Langenmantel und Onsorg – an den Augsburger Patriziersohn und Dompropst Matthäus Lang, welcher von Maximilian I. den Ehrentitel Edler von Wellenburg und später als Fürsterzbischof von Salzburg durch Papst Julius II. die Kardinalswürde verliehen bekam. Er ließ dort bis 1513 ein Lustschloss errichten, das er dem Kaiser zur Verfügung stellte:
1530 fanden in Wellenburg Feste und Turniere zu Ehren Karls V. statt. Wohl aus diesem Anlaß entstand um 1536 ein Holzschnitt ... mit der frühesten Ansicht der Burg, die damals eine rechteckige Anlage mit Satteldach, vier Ecktürmen und hohem Treppenturm war, dessen Unterbau heute noch besteht.
1536 wurde das Schloss Anton Fugger angeboten, doch der Kauf kam erst 1595 durch seinen Sohn Jakob III. Fugger zustande, der 70.000 Gulden bezahlte. Wenig später ließ er durch den Augsburger Stadtbaumeister Elias Holl einen neuen Torbau errichten. Weitere geplante Umbauten wurden nach dem Tod des Schlossherren nicht mehr umgesetzt. In den 1730er Jahren plante Joseph Maria Fugger einen Neubau, führte letztlich jedoch nur Renovierungsarbeiten durch.
In den Jahren 1857/1858 ließ Fürst Leopold Fugger von Babenhausen den Hauptflügel im Stil der Neugotik umgestalten, den Osttrakt neu errichten und den Treppenturm erhöhen. Der zu diesem Zeitpunkt aufgesetzte Spitzhelm auf dem Treppenturm wurde jedoch Anfang des 20. Jahrhunderts wieder entfernt. Welcher Baumeister für den Umbau von 1857/1858 verantwortlich war (in Frage kommen Georg von Stengel oder Georg Gollwitzer), konnte bisher in der Forschung nicht geklärt werden.
Durch den aus dem Bregenzerwald stammenden und in Günzburg ansässigen Baumeister Valerian Brenner wurden zudem die Schlosskapelle St. Georg im Erdgeschoss des Hauptflügels und die Stallungen erweitert. An späteren Renovierungen war auch der angesehene Barockmeister Hans Georg Mozart, Urgroßonkel von Wolfgang Amadeus Mozart, beteiligt.
Das Schloss befindet sich weiterhin im Besitz der Nachfahren von Jakob Fugger. Bis 1764 gehörte es der erloschenen Linie Fugger-Wellenburg, seitdem der Linie Fugger-Babenhausen.

## Schlosskapelle und Wellenburger Allee

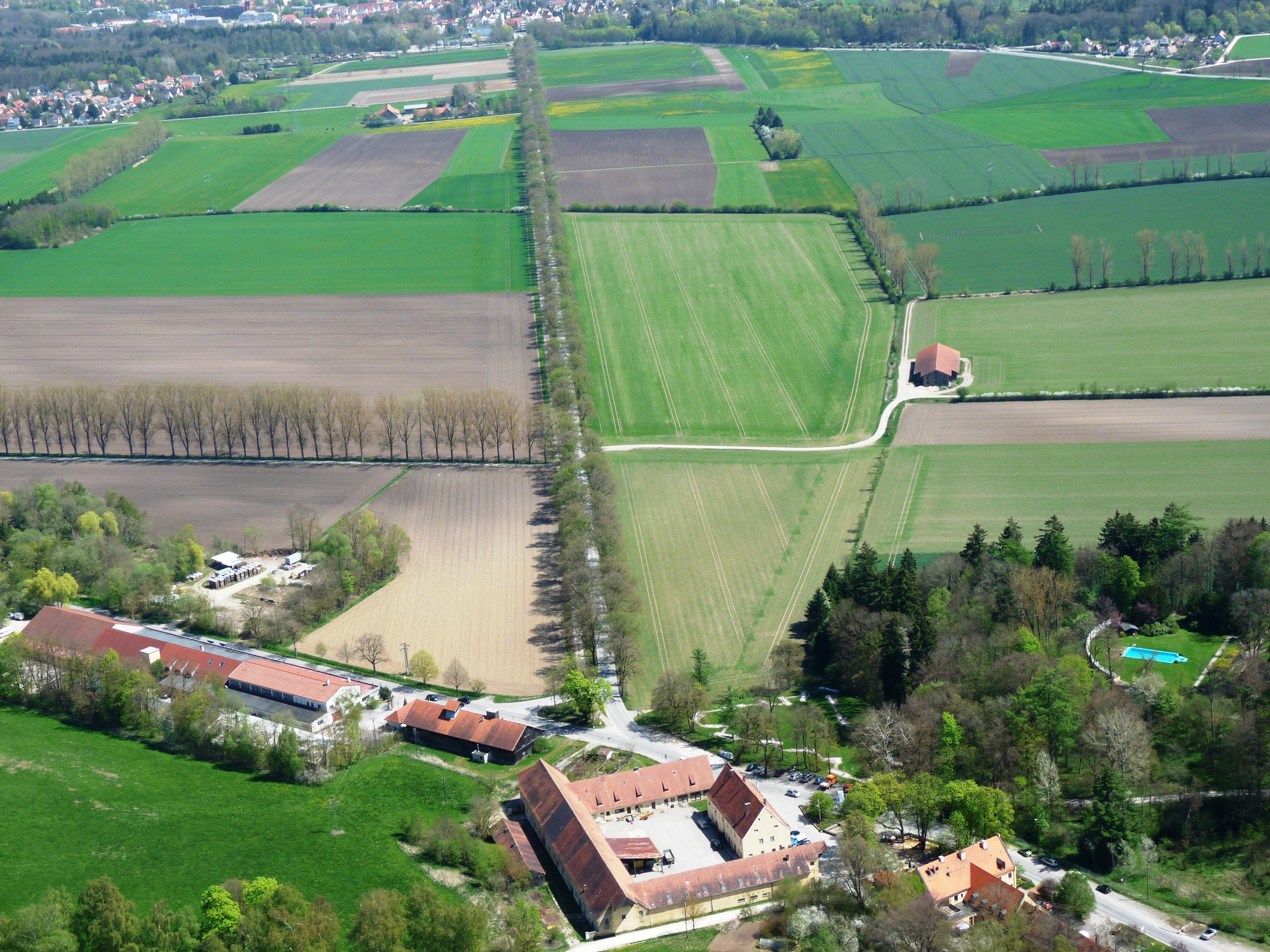
Die Wellenburger Allee

Historisch interessant ist die Schlosskapelle St. Georg, die wie der Haupttrakt des Schlosses um 1513 erbaut wurde:
Sie enthält eine reiche Anzahl von mittelalterlichen Skulpturen. Hervorzuheben sind eine lebensgroße Georgsfigur vom Ende des 15. Jahrhunderts sowie ein Kruzifix, das in der ersten Hälfte des 14. Jahrhunderts stammt. Die neugotische Altarmensa zeigt ein Holzrelief von etwa 1520: Kreuztragung Christi. Ein Altarflügelpaar mit dem heiligen Sebastian wurde von Ernst Buchner zwischen 1460 und 1470 datiert und in die Schule des 'Augsburger Meisters der Ulrichslegende' eingereiht.
Zum Schloss Wellenburg führt von Göggingen aus eine etwa zwei Kilometer lange Allee von etwa 350 Linden, die 1840 angelegt wurde.